# Jince
Jince – miasteczko i gmina w Czechach, w powiecie Przybram, w kraju środkowoczeskim. Według danych z dnia 1 stycznia 2013 liczyła 2 255 mieszkańców.